# Masjid al-Sada
Die Al-Sada-Moschee (arabisch مسجد السادة, en.: Al Sada Mosque) ist eine Moschee in Dschibuti-Stadt, Dschibuti.

## Geschichte
Die Moschee wurde 1912 erbaut. Sie ist eine der älteren Moscheen in der Hauptstadt.

## Gebäude
Die Al-Sada-Moschee bietet Platz für bis zu 1500 Gläubige. Sie ist in abbasidischem Stil erbaut. Sie steht an der Avenue Georges Clemenceau.